# Kerris Dorsey
Kerris Dorsey (Los Angeles, 1998. január 9. –) amerikai színésznő, énekesnő.
Legismertebb alakítása Bridget Donovan a 2013 és 2020 között futó Ray Donovan című sorozatban.
Fenti mellett az Egy igazán csodás nap (2014) című filmben is szerepelt.

## Pályafutása
2012-ben szerepelt a Disney Channel Indul a risza! című sorozatában, majd szerepelt A nyughatatlan és a Ha igaz volna... filmekben is. Mellékszereplő volt az American Girl: A siker útja című filmben, mint McKenna Brooks.
2012-ben megkapta Sadie  szerepét a Disney Channel a Csaj kontra Szörny filmjében. Bridget Donovanként, a címszereplő lányaként szerepelt a Ray Donovan című drámasorozatban.

## Magánélete
2014 és 2018 között Dylan Minnette párja volt. Az Egy igazán csodás nap forgatásán találkoztak először.

## Filmográfia

### Film
| Év   | Magyar cím                  | Eredeti cím                                                 | Szerep         | Magyar hang      |
| ---- | --------------------------- | ----------------------------------------------------------- | -------------- | ---------------- |
| 2020 |                             | Jumping the Gun                                             | Alex Ruggle    |                  |
| 2017 | Totem                       | Totem                                                       | Kellie         | Czető Zsanett    |
| 2016 |                             | Don't Tell Kim                                              | Alex Ruggle    |                  |
| 2014 | Egy igazán csodás nap       | Alexander and the Terrible, Horrible, No Good, Very Bad Day | Emily Cooper   | Laudon Andrea    |
| 2012 | Csaj kontra Szörny          | Girl vs. Monster                                            | Sadie          | Gulás Fanni      |
| 2012 | American Girl: A siker útja | An American Girl: McKenna Shoots for the Stars              | Josie Myers    | Győriványi Laura |
| 2011 |                             | JumpRopeSprint                                              | Alex Ruggle    |                  |
| 2011 | Pénzcsináló                 | Moneyball                                                   | Casey Beane    |                  |
| 2009 |                             | Flower Girl                                                 | virágos lány   |                  |
| 2009 |                             | Fuel                                                        | Sandy fiatalon |                  |
| 2005 | Ha igaz volna…              | Just Like Heaven                                            | Zoe Brody      | Kántor Kitty     |
| 2005 | A nyughatatlan!             | Walk the Line                                               | Kathy Cash     |                  |

### Televízió
| Év        | Magyar cím                      | Eredeti cím                           | Szerep                    | Megjegyzések                               |
| --------- | ------------------------------- | ------------------------------------- | ------------------------- | ------------------------------------------ |
| 2013–2020 | Ray Donovan                     | Ray Donovan                           | Bridget Donovan           | főszereplő magyar hangja Laudon Andrea     |
| 2013      | Mad Men – Reklámőrültek!        | Mad Men                               | Sandy                     | 1 epizód: The Doorway, Part 1              |
| 2012      | Ne bízz a 23-asban lakó p-ában! | Don't Trust the B---- in Apartment 23 | Molly                     | 1 epizód: Parent Trap...                   |
| 2012      | Indul a risza!                  | Shake It Up                           | Kat                       | 1 epizód: A tökéletes másolat              |
| 2011      | A kísértetek órája              | R. L. Stine's The Haunting Hour       | Lisa                      | 1 epizód: Dreamcatcher                     |
| 2011      | Kemény motorosok                | Sons of Anarchy                       | Ellie Winston             | 1 epizód: Out                              |
| 2008      |                                 | Carpoolers                            | telefonos lány            | 2 epizód                                   |
| 2007      | A médium                        | Medium                                | Jennie Heffernan fiatalon | 1 epizód: Vigyázó szemek                   |
| 2006–2012 | Testvérek                       | Brothers & Sisters                    | Paige Whedon              | főszereplő magyar hangja Kardos Lili       |
| 2006      | Emberrablás                     | Vanished                              | Becky Javit               | 2 epizód                                   |
| 2006      |                                 | So Notorious                          | kicsi Drew Barrymore      | 1 epizód: Charitable                       |
| 2006      | Monk – A flúgos nyomozó         | Monk                                  | kislány                   | 1 epizód: Mr. Monk és a százados házassága |
| 2006      | Dokik                           | Scrubs                                | gyerek                    | 1 epizód: My Day at the Races              |